# Посёлок участка Нагаевского лесничества
Участка Нагаевского лесничества (баш. Нуғай урмансылығы участкаһы) — посёлок в составе городского округа город Уфа. Административно входит в Нагаевский сельсовет, подчинённом Октябрьскому району.

## География
Находится в лесном массиве, возле озёра Чёрного. Рядом расположены база отдыха «Орбита», ж.-д. разъезд Чёрное озеро.

## История
В 1992 году четыре населённых пункта Нагаевского сельсовета Нагаево, Жилино, Зинино и Кордон вошли в подчинение Уфимского горсовета. С открытием в 2008 году нового моста через реку Белую началось их активная застройка.

## Население
| 1959 | 1970 | 1979 | 1989 | 2002 | 2010 |
| ---- | ---- | ---- | ---- | ---- | ---- |
| 130  | ↘48  | ↗57  | ↘35  | ↘20  | ↘15  |

Национальный состав
В 2002 году в посёлке было 20 постоянных жителей (65 % русские).

## Улицы
- Мельничная;